# 128622 Rudiš
128622 Rudiš è un asteroide della fascia principale. Scoperto nel 2004, presenta un'orbita caratterizzata da un semiasse maggiore pari a 3,0455131 UA e da un'eccentricità di 0,0830891, inclinata di 0,53436° rispetto all'eclittica.
L'asteroide è dedicato all'architetto ceco Viktor Rudiš.